# Jakob Kehlet

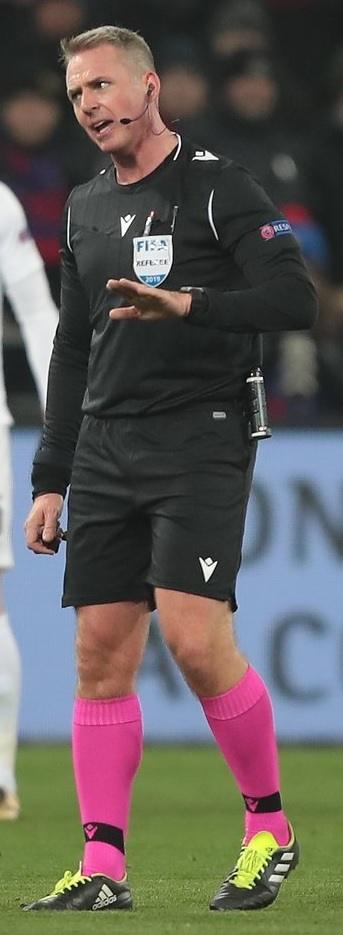
Jakob Kehlet (2019)

Jakob Kehlet (* 5. September 1980) ist ein dänischer Fußballschiedsrichter.
Im Juli 2009 debütierte Kehlet in der dänischen Superliga.
Seit 2011 steht er auf der Liste der FIFA-Schiedsrichter und leitet internationale Fußballspiele.
In der Saison 2015/16 leitete Kehlet erstmals Spiele in der Europa League, in der Saison 2018/19 erstmals ein Spiel in der Champions League. Zudem pfiff er bereits Partien in der Nations League, in der EM-Qualifikation für die Europameisterschaft 2021, in der europäischen WM-Qualifikation für die Weltmeisterschaft 2014 in Brasilien, die WM 2018 in Russland und die WM 2022 in Katar sowie Freundschaftsspiele.